# Gardelegen-Haldensleben-Weferlinger Eisenbahn
Die Gardelegen-Haldensleben-Weferlinger Eisenbahn-AG (GHWE) mit Sitz in Merseburg entstand am 19. August 1922 durch die Vereinigung der Kleinbahn-AG Gardelegen-Neuhaldensleben mit der Kleinbahn-AG Neuhaldensleben-Weferlingen. Allerdings wurden erst 1939 der Stadtname Neuhaldensleben durch Haldensleben (Gardelegen-Haldensleben-Weferlinger Kleinbahn-AG, GHWK) und 1942 die Bezeichnung Kleinbahn durch Eisenbahn ersetzt. Die Betriebsleitung hatte ihren Sitz in Haldensleben, von wo beide Strecken ausgingen.

## Geschichte

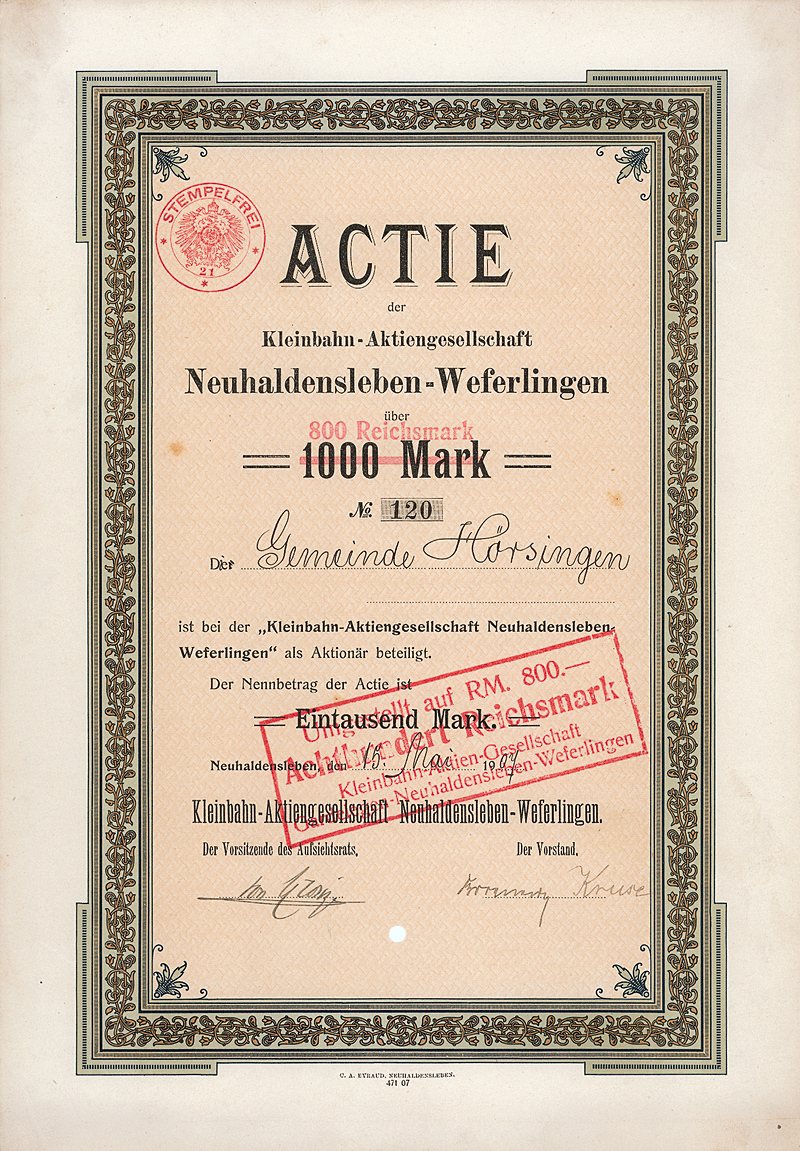
Aktie über 1000 Mark der Kleinbahn-AG Neuhaldensleben-Weferlingen vom 15. Mai 1907

Die Kleinbahn-AG Neuhaldensleben-Weferlingen im heutigen Landkreis Börde wurde am 18. Dezember 1905 gegründet, wobei der preußische Staat und die Provinz Sachsen je ein Drittel der Aktien übernahmen; das restliche Drittel verteilte sich auf den Kreis Gardelegen, Kreis und Stadt Neuhaldensleben, weitere sechs Gemeinden sowie 75 Unternehmen und Einzelpersonen.
Unter Einbeziehung einer werkseigenen Zahnradbahn wurden zunächst ab 1. Dezember 1906 Güter von der Zuckerfabrik Weferlingen zum dortigen Staatsbahnhof  an der Strecke Helmstedt–Oebisfelde befördert. Am 15. März 1907 begann der reguläre Personen- und Güterverkehr von Weferlingen bis Behnsdorf, der am 16. Mai bis Neuhaldensleben auf die gesamte 32 Kilometer lange normalspurige Strecke ausgedehnt wurde, die den Flechtinger Höhenzug von der Aller zur Ohre durchquert (siehe auch: Bahnstrecke Haldensleben–Weferlingen).
Die Kleinbahn-AG Gardelegen-Neuhaldensleben wurde am 5. April 1910 gegründet, wobei außer dem preußischen Staat und der Provinz Sachsen auch der preußische Forstfiskus Aktien übernahm; ferner beteiligten sich das Herzogtum Braunschweig, die Kreise und Städte Gardelegen und Neuhaldensleben sowie weitere neun Gemeinden.
Am 21. Mai 1911 wurde die 38 Kilometer lange, normalspurige Strecke offiziell eröffnet, nachdem schon im November 1910 Güterverkehr stattgefunden hatte. Sie durchzog die Colbitz-Letzlinger Heide von Nord nach Süd und berührte dabei auf einer Länge von fünf Kilometer auch braunschweigisches Staatsgebiet in der Exklave Calvörde (siehe auch: Bahnstrecke Haldensleben–Gardelegen).
Bei Süplingen, knapp fünf Kilometer westlich von Haldensleben, legte man eine Zweigbahn an, die in südlicher Richtung sechs Kilometer bis nach Alvensleben-Dönstedt, später Bebertal genannt, führte. Sie wurde am 8. Oktober 1928 eröffnet und diente vor allem der Erschließung der Steinbrüche bei Dönstedt.
Die GHWE hatte bereits 1933 versucht, der Konkurrenz durch Straßenomnibusse zu begegnen, indem sie von der Berliner Verkehrsgesellschaft neun Doppelstockbusse erwarb und diese nach dem Umbau in Schienenomnibusse bis in das erste Kriegsjahr auf beiden Strecken einsetzte.
Die Betriebsführung des insgesamt 76 Kilometer langen Bahnnetzes oblag in den ersten Jahrzehnten der Kleinbahnabteilung des Provinzialverbandes Sachsen, nach Kriegsende wurde die Bahngesellschaft wie viele andere Kleinbahnen unter staatliche Zwangsverwaltung gestellt. Die Betriebsführung wurde ab der Jahreswende 1946/1947 der Sächsischen Provinzbahnen GmbH übergeben. Von dieser wurden über die Vereinigung Volkseigener Betriebe (VVB) als Zwischenstation wiederum sämtliche von ihr verwalteten Klein- und Privatbahnen zum 1. April 1949 der Verwaltung der Deutschen Reichsbahn unterstellt.

## Überlieferung
Die Überlieferung der Gardelegen-Haldensleben-Weferlinger Eisenbahn-AG befindet sich in der Abteilung Dessau des Landesarchivs Sachsen-Anhalt.